# 卡尔德尼亚希梅诺
卡尔德尼亚希梅诺，是西班牙卡斯蒂利亚-莱昂布尔戈斯省的一个市镇。总面积12平方公里，总人口507人（2001年），人口密度42人/平方公里。